# Johann Dietlein
Johann Dietlein (* 26. August 1903 in Zeil am Main; † 18. Januar 1986 ebenda) war ein deutscher Politiker der BVP und der CSU.

## Leben und Beruf
Dietlein arbeitete sowohl im landwirtschaftlichen Betrieb seiner Eltern als auch in einem Steinbruch. Von 1921 bis 1923 war er als Hilfsarbeiter in der Metallindustrie in Schweinfurt beschäftigt. Nach dem Besuch der Landwirtschaftsschule in Haßfurt war er wieder auf dem elterlichen Anwesen tätig. 1932 übernahm er eine Tätigkeit als Lagerhalter bei der Gewa Regensburg, nach deren Auflösung zwei Jahre später übte er diesen Beruf bei der Firma Hart in Haßfurt aus. Als Soldat im Zweiten Weltkrieg war er in Dänemark und Norwegen im Einsatz.

## Politik und Engagement
Vor dem Krieg war Dietlein Mitglied der BVP, in dieser Zeit war er zudem Bezirksleiter des katholischen Jungmännervereins und zweiter Vorstand des katholischen Arbeitervereins. 1945 trat er der CSU bei und wurde Vorsitzender des Ortsverbands Zeil am Main. Dort gehörte er auch dem Stadtrat an. Bei der Landtagswahl 1946 gewann er ein Mandat im ersten Bayerischen Landtag der Nachkriegszeit, dem er eine Wahlperiode lang bis 1950 angehörte. 1952 kandidierte Dietlein für das Amt des Bürgermeisters von Zeil am Main, unterlag jedoch Rudolf Winkler deutlich. 1960 gründete er in Zeil eine Jugendblaskapelle, welche wenig später zur Stadtkapelle wurde.